# East Cape Girardeau
East Cape Girardeau est un village du comté d'Alexander dans l'Illinois, aux États-Unis,. Il est incorporé le 16 mai 1975.

## Démographie
Lors du recensement de 2010, le village comptait une population de 385 habitants. Elle est estimée, en 2016, à 316 habitants.

## Source de la traduction
- (en) Cet article est partiellement ou en totalité issu de l’article de Wikipédia en anglais intitulé « East Cape Girardeau, Illinois » (voir la liste des auteurs).